# 큰입배스
큰입배스 또는 큰입우럭은 검정우럭과에 속하는 물고기이다.

## 개요
북아메리카가 원산지로 75종의 배스 중 한 종류이다. 대한민국에서는 1973년에 양식을 목적으로 수입이 되었으나 수익성을 이유로 양식을 중단하면서 내륙 호소에 일시에 대량 방류되며 토종 생태계에 나쁜 영향을 미쳐 뉴트리아, 미국가재, 블루길, 황소개구리와 함께 생태계교란외래종으로 지정되어 있다. 등은 녹색이고 배가 흰색이며 몸 옆으로는 검은색 줄이 있는 것이 특징이다. 크기는 최대 90cm까지 자라고 5~8월에 최대 약 6000개의 알을 낳는다. 물풀이 무성한 곳에서 서식하며 물고기나 곤충을 잡아먹고 산다. 천적으로는 수달, 왜가리, 독수리, 사람 등이 있다. 그러나 등지느러미의 가시가 날카롭고 입이 커서 조심해서 다루어야 한다.

## 다른 생태계 교란 동식물
- 황소개구리
- 블루길
- 붉은귀거북
- 뉴트리아
- 미국가재
- 돼지풀
- 단풍잎돼지풀
- 가시박
- 가시상추
- 서양등골나물
- 갯끈풀